# 최영래
최영래(崔英來, 1982년 5월 13일~)는 청주시청 소속의 사격선수이다. 2012년 런던올림픽에서 사격 남자 50m 권총에서 은메달을 획득하였다.

## 출신 학교
- 단양초등학교
- 단양중학교
- 단양고등학교
- 중부대학교 사회체육학과